# Лепин, Альфред
Джозеф Альфред Пьер Хормисдас Лепин (англ. Joseph Alfred Pierre Hormisdas "Pit" Lépine; 30 июля 1901, Сент-Анн-де-Бельвю — 2 августа 1955, Лаваль) — канадский хоккеист и тренер; известен как Пит Лепин, в качестве игрока двукратный обладатель Кубка Стэнли в составе «Монреаль Канадиенс» (1930, 1931).

## Биография

### Игровая карьера
Всю свою игровую карьеру в НХЛ играл за «Монреаль Канадиенс»; в первых сезонах за «Канадиенс» отличался голевой результативностью. 14 декабря 1929 года в матче с «Оттава Сенаторз» забросил пять шайб в мачте и помог своей команде победить со счётом 6:4; в дальнейшем выиграл с «Канадиенс» два Кубка Стэнли подряд в 1930 и 1931 годах. После 13 сезонов в НХЛ перешёл в «Нью-Хэвен Иглз», в котором по окончании сезона 1938/39 завершил свою игровую карьеру.

### Тренерская карьера
По окончании игровой карьеры в течение одного сезона 1939/40 был главным тренером «Монреаль Канадиенс»; по окончании сезона был уволен из-за низких результатов команды, занявшей итоговое последнее место в таблице.

### Смерть
Скончался 2 августа 1955 года в возрасте 54 лет от последствий инсульта.